# 安柄根
安柄根（1962年2月23日—）是一名韩国男子柔道运动员。他在1984年洛杉矶夏季奥林匹克运动会中，参加了男子柔道比赛并获得71公斤级金牌。